# Schismatoglottis kurzii
Schismatoglottis kurzii är en kallaväxtart som beskrevs av Joseph Dalton Hooker. Schismatoglottis kurzii ingår i släktet Schismatoglottis och familjen kallaväxter.
Artens utbredningsområde är Burma. Inga underarter finns listade.